# هدفمندسازی یارانه‌ها در ایران
هدفمندسازی یارانه‌ها در ایران، یکی از مهم‌ترین بخش‌های طرح تحول اقتصادی است که تفاوت‌هایی با قانون تدوین شده با همین عنوان دارد و با اصلاح نظام ناکارآمد و غیرعادلانه پرداخت یارانه روی مصرف حامل‌های انرژی و سایر کالاها در کشور و مستقیم، نقدی، غیرمشروط و در یک کلمه عادلانه پرداختن یارانه دولتی عواید این منابع به مردم موجب کاهش نابرابری‌های اجتماعی و اقتصادی و فقر، افزایش بهره‌وری مصرف حامل‌های انرژی و عواید آن در کشور، افزایش رشد اقتصادی و رونق تولید، به صرفه شدن کارهای مرتبط با بهره‌وری مصرف انرژی و رونق اشتغال، افزایش رفاه اجتماعی، خودکفایی در تأمین حامل‌های انرژی مصرفی در کشور، مقابله با قاچاق و اشتغال‌های کاذب، حمایت از قدرت خرید مردم با افزایش درآمدهای ارزی کشور و افزایش درآمدهای دولت با بزرگ شدن کیک اقتصاد است.
اجرای این طرح در سال ۱۳۸۷ در دستور کار دولت وقت قرار گرفت و مرحله اول اجرای آن در آخرین روزهای پاییز سال ۱۳۸۹ شروع شد که شامل حذف تدریجی و چند مرحله‌ای یارانه روی قیمت کالاهایی مثل سوخت خودروها، برق، آب شرب، مواد خوراکی و سایر اقلام با یارانه دولتی بر مصرف در ایران، نوع تخصیص یارانه آن‌ها تغییر می‌کند و عمده آن به صورت یارانه مستقیم نقدی (۶۰ درصد در سال ۱۳۹۰) به مردم پرداخت می‌شود و سایر درآمدهای اینکار صرف وام دولتی به تولید کنندگاه، کارهای عمرانی، فرهنگی می‌شود. در این طرح قرار بود بعد از اجرای مرحله اول، هر سال مرحله دیگری از طرح اجرا و ۲۰ درصد قیمت سوخت و میزان یارانه تغییر کند تا در پایان سال ۱۳۹۴ که سال پایانی برنامه پنجم توسعه بود قیمت حامل‌های انرژی به ۹۰ درصد قیمت فوب خلیج فارس رسیده و در این میزان شناور گردد.
از هدفمندسازی یارانه‌ها به عنوان بزرگ‌ترین طرح اصلاح اقتصادی تاریخ اقتصاد ایران نام برده می‌شود که عمدتاً اصلاح نحوه توزیع فرآورده‌های نفتی و سایر حامل‌های انرژی و عواید آن‌ها فقط در داخل کشور را هدف قرار داد که با توجه به ضعف‌های موجود سیستم مالیاتی، عدم قابلیت اتکا به نظام اطلاعاتی و شناسایی دهک‌ها برای حذف یارانه و کارآمدی پایین بخش دولتی در استفاده بهینه از ۲۰ درصد عواید طرح به شکل بهینه، در فرایند طراحی طرح هدفمندسازی یارانه‌ها برخلاف طرح اولیه جمع‌بندی بر این شد که بهینه است عواید این منابع به صورت غیرمشروط و همگانی به همه افراد جامعه پرداخت شود تا روزی که موانع ذکر شده برطرف گردند. بنابر آمار رسمی وزارت امور اقتصاد و دارایی دولت یازدهم حسن روحانی که اعضای کابینه آن ضدیت شدید با این طرح داشتند، مرحله نخست این طرح با شکست روبرو شد و موجب ورود خانوارهای بیشتری به زیر خط فقر شد. اما در واقع در ابتدای اجرای این طرح یارانه پرداختی برابر با ۲۶ درصد درآمد میانه مردم در سال ۱۳۹۰ بوده است و موجب کاهش نابرابری (کاهش ضریب جینی از ۰٫۳۹ به ۰٫۳۶) و کاهش فقر خصوصاً در مناطق کم درآمد شده است که البته این تأثیرات مثبت تا پیش از تورم‌های ناشی از تحریم‌ها و محدود به دوسال اول آن بوده است.
در زمان اجرای طرح در سال ۱۳۸۹، کارشناسان این طرح از طولانی کردن دوره اجرای این طرح به ۵ سال توسط مجلس ناراضی بودند. همچنین از اینکه مجلس ۳۰ درصد عواید طرح هدفمندکردن یارانه‌ها را برای وام و تسهیلات دولتی به تولید و حمایت از مصرف انرژی در این صنایع در نظر گرفته بود مخالف بودند و بر اساس آموزه‌های اقتصاد مدرن می‌خواستند عمده عواید طرح را به صورت یارانه نقدی تخصیص دهند و با ایجاد قدرت خرید و تقاضای مؤثر در اقتصاد به تولید کمک کنند. همچنین اینکه قیمت حامل‌های انرژی مصرفی در صنایع هنوز با قیمت فوب خلیج فارس فاصله زیاد داشت را همان یارانه ۳۰ درصد به تولید می‌دانستند که یعنی دولت مکلف به پرداخت نقدی تسهیلات و وام دولتی بنگاه‌های مصرف‌کننده انرژی نیست و فشار اقتصادی این طرح را بر بودجه خانوار می‌دانستند که باید با یارانه نقدی حمایت شود، چون تولیدکنندگان قیمت محصولات را به قیمت آزاد به روز می‌کردند و زمینه دسترسی آن‌ها به بانک‌ها جهت تأمین نقدینگی بهینه‌سازی مصرف انرژی فراهم شده بود. بعدها در اجرا با توجه به تبصره‌هایی در این قانون دولت تقریباً تمام این ۳۰ درصد سهم تولید و عمده سهم دولت از طرح را به صورت یارانه نقدی تخصیص داد که برای ایجاد رشد اقتصادی و مقابله با فقر بهترین کار بود، ولی منتقدان دولت اسم اینکار در نزدیک به دو برابر دادن میزان ریالی یارانه نقدی نسبت به میزان تصویب شده را کسری منابع و مصارف طرح هدفمدسازی یارانه‌ها گذاشتند و دولت را متهم به نپرداختن سهم تولید کردند و مخالفان چپ اقتصادی و سیاسی دولت در مخالفت با این طرح دست در دست هم دادند و تبلیغات گسترده‌ای ضد این طرح انجام دادند و این طرح و یارانه نقدی دادن را اقدامی پوپولیستی نامیدند و آن را فریب دولت وقت که مجری طرح بود معرفی کردند. با پذیرفتن این دیدگاه توسط مسئولان ارشد نظام که در آن زمان در مسائل دیگری با دولت به مشکل خورده بودند، دولت وقت در انتخابات سال ۱۳۹۲ از دادن کاندید محروم شد. همچنین گفته می‌شود در ابتدا که دولت یارانه ۴۵ هزار تومانی را تعیین کرد، برآورد از میزان کاهش مصرف سوخت کمتر از میزان محقق شده بود و این موضوع درآمدهای این طرح را کاهش داد و دولت از خارج از سهم یارانه نقدی که مجلس تعیین کرده بود یارانه نقدی داد.
از اهداف دیگر این طرح بهبود بازده اقتصادی جامعه، جلوگیری از افزایش بی‌رویهٔ مصرف سوخت، رسیدگی به مستضعفین و از میان بردن فاصلهٔ طبقاتی و مقابله با تحریم‌های سوخت غرب و تأثیر آن‌ها بر بودجه خانواده‌ها برشمرده می‌شد.
مصرف سوخت در ایران بسیار بالاتر از استانداردهای جهانی بوده است. در سال ۲۰۰۷ شدت مصرف انرژی در ایران ۴٫۵ برابر میانگین جهانی بوده است. مقدار انرژی که در این سال در ایران برای هزار دلار تولید صرف شده معادل ۰٫۸۹ بشکه نفت خام بوده در حالی که در کل دنیا این رقم ۰٫۱۹ است. در همین سال سرانه مصرف بنزین در ایران ۳۳۰ لیتر و سرانه مصرف گازوئیل ۳۸۶ لیتر بوده است در حالی که سرانه جهانی مصرف بنزین ۱۸ لیتر و گازوئیل ۲۰۰ لیتر است.
در سال ۱۳۹۱ پس از اجرای مرحله اول هدفمندی سرانه مصرف گاز در ایران حدود ۱۸ برابر ژاپن و حدود ۱۰ برابر کشورهای اروپایی بوده. در این زمان قیمت هر مترمکعب گاز در ایران حدود ۷۰ تومان بوده در حالی که ایران هر مترمکعب گاز خود را به ترکیه با قیمت ۱٬۵۰۰ تومان صادر می‌کند.

## دهک درآمد (تقسیم طبقه درآمد)
اگرچه در ابتدا طرح هدفمندسازی یارانه‌ها به صورت یارانه همگانی و غیرمشروط به ایرانیان اجرا شد، ولی در سال‌ها و دولت‌های بعد تصمیم گرفته شده پرداخت یارانه حاصل از این طرح به دهک‌های خاصی انجام شود، ولی از آنجا که سیستم مالیاتی در ایران بر اساس درآمد نبود، زیرساخت پرداخت یارانه عادلانه بر اساس دهک بندی فراهم نبود، علی‌رغم اینکه اینکار به صورت یک شعار سیاسی درآمده بود و وزارت رفاه دولت یازدهم و دوازدهم هشت سال برای انجام اینکار صرف کرد، ولی هیچوقت اینکار کامل انجام نشد. از آنجا که از سال ۱۳۹۱ اصلاح قیمت‌های انرژی و میزان یارانه نقدی طبق مرحله دوم طرح هدفمندسازی به روز نشده بود، طبق برنامه تازه مردمی سازی یارانه از اردیبهشت ۱۴۰۱ از ۸۳ میلیون نفر کل جمعیت کشور ۷۷ میلیون یارانه‌بگیر در دو طبقه تقسیم‌بندی شده‌اند، ۳۰ درصد این جمعیت یارانه ۴۰۰ هزار تومانی، ۶۰ درصد یارانه ۳۰۰ هزار تومانی و ۱۰ درصد از مردم نیز یارانه‌ای دریافت نخواهند کرد.

## قانون هدفمندکردن یارانه‌ها
قانون هدفمندکردن یارانه‌ها در زمستان ۱۳۸۷ به صورت لایحه از سوی دولت نهم جمهوری اسلامی ایران ارائه شد و پس از مدت‌ها کش و قوس، با اعمال تغییراتی به تصویب مجلس شورای اسلامی رسید. این لایحه قسمتی از طرح تحول اقتصادی می‌باشد که دولت احمدی‌نژاد آن را مطرح کرده است. در آذر ۱۳۸۸، با بالاگرفتن اختلاف بین مجلس و دولت در خصوص نحوه در اختیار گرفتن درآمد ناشی از آزادسازی قیمت‌ها، این ماده به شورای نگهبان ارسال شد و با بررسی آن توسط این شورا، منابع مالی به وجود آمده در پی حذف یارانه‌های اجناس، می‌بایست در اختیار دولت قرار می‌گرفت.
در تاریخ ۲۷ آذر ۱۳۸۹، محمود احمدی‌نژاد، رئیس‌جمهوری ایران با حضور در تلویزیون دولتی ایران، آغاز اجرای قانون هدفمند کردن یارانه‌ها را رسماً اعلام کرد. او گفت که از صبح روز ۲۸ آذر، حامل‌های انرژی، آب و نان در سراسر ایران با بهای جدید ارائه خواهند شد. همان شب نیروهای انتظامی و امنیتی برای مقابله با هرگونه اعتراض در پمپ بنزین‌های سراسر کشور مستقر شدند. روز بعد دولت ایران با انتشار اطلاعیه‌ای رسمی اعلام کرد که قیمت بنزین آزاد از این پس لیتری ۷۰۰ تومان و قیمت سی‌ان‌جی (گاز اتومبیل) متر مکعبی ۳۰۰ تومان خواهد بود. قیمت گازوئیل آزاد هم در این اطلاعیه لیتری ۳۵۰ تومان اعلام شد.

### کلیات طرح
مطابق این قانون شانزده قلم کالا و خدمات مشمول حذف یارانه و عرضه به قیمت بین‌المللی می‌شوند. در مدت پنج سال یارانه کالاهایی چون بنزین، گازوئیل، گاز، نفت، برق، آب، گندم، شکر، برنج، روغن و شیر حذف شده و آن‌ها با قیمت بازارهای منطقه خلیج فارس عرضه می‌شوند. دولت ایران می‌تواند ۲۰ هزار میلیارد تومان از بابت افزایش قیمت، درآمد داشته و در این بین نیمی از این درآمد را برای مقابله با تورم به صورت نقدی بین مردم توزیع کند. ۳۰ درصد از این در آمدها نیز به تولیدکنندگان و ۲۰ درصد به دولت به منظور جبران خسارات ناشی از افزایش حامل‌های سوخت تعلق می‌گیرد.
در بودجه ۱۳۹۱ مقرر شد با توجه به نرخ رسمی دلار ۱۲۲۶ تومانی، هر چه مازاد درآمد از تفاوت نرخ دلار عاید شود، در صندوق ذخیره ارزی نزد صندوق توسعه ملی یا در حساب خزانه به صورت جداگانه نگهداری شود. از این مازاد درآمد ریالی دولت مقرر شد ۲ هزار میلیارد تومان برای تأمین کسری بودجه و مابقی برای حمایت از تولید و کشاورزی از محل ۳۰ درصد سهم تولید در یارانه‌ها اختصاص پیدا کند.

## تاریخچه
در سخنان نوروزی سال ۱۳۸۷ محمود احمدی‌نژاد، رئیس‌جمهور ایران، وی وعده داد که قرار است اقتصاد ایران با یک طرح ۸ محوری انقلاب تازه‌ای را تجربه کند. او در این سخنان، اما تنها به مقوله پرداخت نقدی یارانه‌های سوخت اشاره کرد و این صحبت‌های مبهم موجی از بحث‌ها را در میان کارشناسان، سیاست‌مداران و شهروندان برانگیخت. وی در ۲۰ خرداد ۱۳۸۷ بار دیگر در تلویزیون حاضر شد و تأکید کرد: «اقتصاد ایران باید به صورت جدی جراحی شود» و در یک گفت‌وگوی طولانی تأکید کرد نظام بانکی، گمرک، یارانه‌ها، مالیات و ارزش پول نیاز به جراحی اقتصادی دارند. عنوان جراحی اقتصادی، بعدها به طرح تحول اقتصادی تغییر کرد و یک محور آن که نقدی کردن یارانه حامل‌های سوخت بود به جنجالی‌ترین خبر اقتصادی- سیاسی سال تبدیل شد. در پاییز ۱۳۸۷ بود که توزیع فرم دریافت یارانه در میان شهروندان آغاز شد. در حالی که روزهای نخست پس از فراخوان برای پرکردن فرم‌های دریافت یارانه شاهد سردی فوق‌العاده‌ای از سوی شهروندان بودیم، اما در روزهای آخر شهروندان برای پرکردن این فرم‌ها یورش بردند. در پاییز ۱۳۸۷ و هنگامی که عزم جدی دولت برای پرداخت نقدی یارانه آشکار شد، برخی از اعضای مجلس ایران به تکاپو افتاده و «کمیسیون ویژه بررسی طرح هدفمند کردن یارانه» تشکیل دادند. غلامرضا مصباحی مقدم یکی از روحانیون عضو جامعه روحانیت مبارز رئیس این کمیسیون شد و احمد توکلی رئیس مرکز پژوهش‌های مجلس نیز به او پیوست و پرچم مخالفت با طرح را در دست گرفتند. مدتی طول کشید تا رئیس‌جمهور و دولت متقاعد (مجبور) شدند که اجرای این طرح نیازمند اجازه مجلس است و باید لایحه تهیه شود. تهیه لایحه و ارائه آن به مجلس تا اواسط دی ماه زمان برد و تنها در این وقت بود که لایحه به مجلس ارائه شد. بحث دربارهٔ این که این لایحه فاقد پشتیبانی کارشناسی است و از آن مهم‌تر، پیامدهای تورمی اجرای لایحه در کانون مجادله‌ها قرار گرفت. منتقدان لایحه که عموماً نیز از جناح چپ اصولگرا بودند و در مجلس فعالیت می‌کردند، مخالفت جدی خود را نشان دادند تا جایی که علی لاریجانی رئیس مجلس تصریح کرد: «لایحه ارائه شده از سوی دولت تورم را تشدید می‌کند و احتمال این که در مجلس تصویب شود، اندک است.»
اصرار دولت بر اجرای لایحه و طرح پرداخت نقدی یارانه حامل‌های انرژی اما ادامه داشت و مجلس گام به گام عقب‌نشینی می‌کرد تا این که کمیسیون تلفیق مجلس در نیمه اول اسفند ماه ۱۳۸۷ با تغییرات جزئی در ارقام لایحه، کاری کرد که رضایت دولت به دست آمد. سال ۱۳۸۷ را باید به حق سال هدفمند کردن یارانه حامل‌های انرژی دانست.
براساس محاسبات نخستین دولت که رئیس‌جمهور آن را در تلویزیون برای میلیون‌ها ایرانی بازگویی کرد، ابتدا قرار بود به هر شهروند ایرانی که فرم دریافت یارانه را پر کرده است، اگر ساکن شهرها است ۵۰هزار تومان در ماه و اگر ساکن روستا است، ۷۰هزار تومان داده شود. این رقم اما با سقوط قیمت نفت و بنزین کاهش یافت و در آخرین روزهای بررسی لایحه بودجه ۱۳۸۸ در مجلس، گفته شد که اولا به همه ایرانیان یارانه پرداخت نمی‌شود و ممکن است تنها به ۵گروه درآمدی پرداختی صورت گیرد و ثانیاً رقم آن به‌طور مساوی تا حد ۲۴هزار تومان کاهش یافت. از طرف دیگر در حالی که دولت علاقه‌مند بود قیمت هر لیتر بنزین در سال ۱۳۸۸ معادل ۴۰۰ تومان باشد، اما مجلس گویا این رقم را در حد ۳۵۰ تومان متوقف کرده است. طرح نقدی کردن یارانه حامل‌های سوخت اما در دنیای سیاست نیز مشتریان خود را داشت. برخی از منتقدان دولت که در میان آنها چهره‌های منتسب به اصولگرایان هم دیده می‌شود، به‌طور جدی اعتقاد دارند که پرداخت یارانه نقدی، طرحی برای جمع‌آوری رای از طرف دولت به ویژه خرید محبوبیت سیاسی است. برخی روزنامه‌نگاران البته در همان ماه‌های نخست چنین حدسی را زده بودند که بعدها توسط سیاستمداران بازتاب داده شد.
بعد از آوردن طرح هدفمندسازی به مجلس، بررسی آن توسط کمیسیون ویژه هدفمندسازی یارانه‌ها طولانی می‌شود و در نهایت نمایندگان مسئول آن بیان می‌کنند که می‌خواهند طرح را در بودجه سالانه ادغام کنند. بعد از بالاگردن اختلافات دولت و مجلس در اینباره، در ۱۲ آبان ۱۳۸۸ رئیس‌جمهور احمدی‌نژاد بدون اعلام قبلی در جلسه بررسی این لایحه حاضر و درخواست بیان صحبت می‌کند. در سخنان خود که مدت آن تا بیست دقیقه گزارش شده می‌گوید: «گفتند برای هدفمند کردن یارانه‌ها، لایحه بده، و حالا که لایحه دادیم، (حال) می‌گویند باید به بودجه سالانه متصل شود» و می‌افزاید: «ما با دست بسته نمی‌توانیم چنین بار سنگینی را به دوش بکشیم.» سخنرانی او شامل انتقاد از به طولانی کردن فرایند تصویب و به حاشیه بردن طرح، نشدنی بودن اجرای طرح با ادغام آن در لایحه بودجه سالانه و صحبت او با رهبری برای کمک به حل این مسئله و پیش بردن طرح می‌شود و در آن تأکید می‌کند که دولت‌های قبل برای حذف یارانه کالایی اختیارات مطلق داشتند اما هیچ کاری نکردند و می‌افزاید: «در حال حاضر مجلس دست دولتی را که مصر به اجرای این کار است می‌بندد.» وی پیش از ترک جلسه مجلس نامه درخواست پس گرفتن لایحه هدفمندکردن یارانه‌ها از مجلس را تقدیم رئیس وقت مجلس می‌کند.
- در ۲۷ آذر ۱۳۸۹ مرحله اول این طرح با پیش پرداخت یارانه ماه اول به حساب سرپرستان خانوار بدون امکان برداشت از حساب (جهت اعماد سازی) اجرا شد. مبلغ این یارانه ۸۰ هزار میلیارد ریال بود که قرار بود به شکل بدهی و تنخواه از بانک مرکزی اخذ شده و به تدریج با جمله شدن منابع از این طرح بازپرداخت شود.
- در اواخر اسفند ماه سال ۱۳۹۰ دولت اعلام کرد ۲۸ هزار تومان به عنوان مابه‌التفاوت یارانه نقدی مرحله اول و دوم به حساب برخی خانوارها واریز کرده است و مجلس بیان کرد این اقدام به منزله شروع (پیش‌درآمد اعتمادساز) مرحله دوم طرح هدفمندکردن یارانه‌ها است. برخی نمایندگان اصولگرای چپ و سنتی و اصلاح طلب مجلس این اقدام را «تخلف یارانه ای» می‌دانند و علی لاریجانی، رئیس مجلس وقت گفته که «افزایش یارانه‌های نقدی نه تنها منفعتی ندارد بلکه ضررهای فراوانی به دنبال دارد.»[۴۲]
- در قانون بودجه ۱۳۹۱ مجلس وقت دولت را مکلف کرد در سال پیش رو هیچگونه تغییر قیمت حامل‌های انرژی را انجام ندهد و قیمت‌ها تثبیت گردد.
- در ۱۹ فروردین ۱۳۹۱ علی لاریجانی، رئیس مجلس وقت در نامه ای به علی خامنه ای، رهبر ایران از وی درخواست کرد که دستور متوقف شدن مرحله طرح هدفمندسازی یارانه‌ها با تغییرات قیمتی حامل‌های انرژی و افزایش یارانه نقدی را بدهد. همچنین مجلس نیز گزارش تخلفات دولت در این زمینه را برای ارائه به قوه قضائیه آماده کرده است.[۴۲]

## مرحله اول
تا مهر ۱۳۸۹، فرم‌های اطلاعات اقتصادی برای دریافت یارانه نقدی از سوی ۶۸ میلیون و ۴۸۲ هزار و ۷۵۸ نفر در قالب حدود ۲۰ میلیون خانوار تکمیل شد.

### اولین پرداخت
در اولین مرحله واریز یارانه نقدی در آذر ۱۳۸۹ به حساب خانوارها، با پرداخت ۴۵ هزار و پانصد تومان به ازای هر نفر در ماه(۴۵$)، در مجموع ۴ هزار و هشتصد میلیارد تومان به حساب‌ها واریز شد. دولت ایران مبلغ نزدیک به ۵ هزار میلیارد تومان به منظور واریز ۸۱ هزار تومان یارانه نقدی دوماهه به ازای هر فرد، برای ۶۰ میلیون و پانصد هزار نفر مشمول طرح در این مرحله در نظر گرفته بود.

### هزینه، درآمد
میزان درآمد حاصل از هدفمندی یارانه‌ها از ۲۸ آذر ۱۳۸۹ تا ۳۱ خرداد ۱۳۹۱، ۳۰ هزار میلیارد تومان و میزان مصارف ۶۲ هزار میلیارد تومان بوده که این ارقام نشان دهنده این است که دولت بجای اینکه تنها ۵۰ درصد عواید طرح را یارانه نقدی بدهد، تقریباً تمام عواید آن را به صورت یارانه نقدی داده و سهم وام و سایر تسهیلات دولتی به تولید (۳۰٪) و سهم خود دولت وقت (۲۰٪) را طبق قانونی که مجلس تصویب کرد (با دست بردن در طرح اولیه هدفمندسازی یارانه‌ها) تخصیص نداده و بدین شکل کسری ۳۲ هزار میلیارد تومانی در این طرح ایجاد شده که تقریباً معادل ۴۶٪ از عواید این طرح است.
منابع درآمدی طرح هدفمند سازی یارانه‌ها و مصارف آن در زمان اجرا از سال ۱۳۹۰ تا ۱۳۹۲ هیچ گونه ناترازی نداشت و به عنوان مثال در سال ۱۳۹۰ عواید طرح هدفمندسازی ۴۰۵ هزار میلیارد ریال و مصارف این طرح (عمدتا به صورت یارانه نقدی) به میزان ۴۱۱ هزار میلیارد ریال بود که تفاوت ناچیز این دو به دلیل تورم در طول سال بود. موضوع این بود که مجلس وقت تعیین کرده بود تنها ۵۰٪ عواید هدفمندکردن یارانه سوخت به صورت یارانه نقدی پرداخت شود و ۳۰٪ آن به صورت وام و تسهیلات دولتی به صنایع برای مصرف انرژی داده شود و ۲۰٪ توسط دولت وقت برداشته شود، ولی کارنشاسان اقتصادی طراح این طرح از جمله جمشید پژویان مطابق آموزه‌های اقتصاد مدرن بر این باور بودند ایجاد رونق تولید و رونق اقتصاد باید از طریق ایجاد تقاضای مؤثر در اقتصاد و قدرت خرید برای مردم ایجاد شود و نه وام دولتی به شرکت‌هایی که دولت صلاح بداند به منظور حمایت از مصرف به شکل غیربهره‌ور. بدین ترتیب در عمل نیز همین کردند و تقریباً دو برابر منابعی که برای یارانه نقدی در این طرح پیش‌بینی شده بود را به صورت یارانه نقدی پرداخت کردند. همچنین بعد از اجرای طرح هدفمند سازی یارانه‌ها، میزان مصرف سوخت به شدت کاهش یافت و عواید دولت از فروش به قیمت جدید این فرآورده‌ها نیز کاهش یافت و عوایدی که تصور می‌شد این طرح کسب کند و با آن بتوان ۴۵ هزار تومان یارانه داد کمتر از این حدود شد، پس کارشناسان اقتصادی دولت که از ابتدا نیز بر این باور نبودند کمک به تولید باید از طریق عواید این طرح و به صورت وام دولتی انجام شود، تقریباً تمام عواید حاصل از این طرح را به صورت یارانه نقدی تخصیص دادند. در سال ۱۳۹۱ قرار بود مرحله دوم این طرح اجرا شود تا قیمت سوخت و یارانه به روز شود و درصد بهره‌مندی دولت از عواید این طرح بالاتر برود، ولی مجلس وقت اجرا طرح هدفمندسازی یارانه‌ها و تراز کردن منابع و مصارف طرح آنطور که مجریان طرح می‌خواستند (بدون پرداخت ۳۰٪ عواید به صورت وام دولتی) اجرا شود.
در شروع اجرای طرح، دولت ۸۰ هزار میلیارد ریال تنخواه از بانک مرکزی گرفت و یارانه ماه اول افراد از این طرح را به حساب‌ها واریز کرد، بدون اینکه افراد بتوانند آن را برداشت کنند تا مردم ببینند دولت در پرداخت یارانه نقدی به آن‌ها جدی است. این طلب نزد بانک مرکزی نیز قرار بود به تدریج از منابع همین طرح بازپرداخت شود و در سال ۱۳۹۰ به میزان ۱۸ هزار میلیارد آن به بانک مرکزی بازپرداخت شد و در سال بعد ۵ هزار میلیارد ریال آن، ولی این بازپرداخت در سال‌های بعد ادامه نیافت.
| سال | منابع                      | منابع                      | منابع             | منابع               | منابع     | منابع | مصارف                  | مصارف          | مصارف          | مصارف             | مصارف         | مصارف                   | مصارف     |
| سال | منابع حاصل از اصلاح قیمت‌ها | منابع مندرج در قانون بودجه | تنخواه بانک مرکزی | دریافتی بابت عیدانه | جمع منابع | شرح   | یارانه نقدی و غیر نقدی | ماده (۷) قانون | ماده (۸) قانون | در بهداشت و سلامت | پرداخت عیدانه | تسویه تنخواه بانک مرکزی | جمع مصارف |
| --- | -------------------------- | -------------------------- | ----------------- | ------------------- | --------- | ----- | ---------------------- | -------------- | -------------- | ----------------- | ------------- | ----------------------- | --------- |
| ۱۳۸۹ | ۳۵٬۰۸۴                     | ۰                          | ۸۰٬۰۰۰            | ۰                   | ۱۱۵٬۰۸۴   | ۱۳۸۹  | ۱۱۴٬۰۰۳                | ۹۰             | ۰              | ۰                 | ۰             | ۰                       | ۱۱۴٬۰۹۳   |
| ۱۳۹۰ | ۲۹۵٬۷۳۹                    | ۱۱۰٬۲۳۱                    | ۰                 | ۰                   | ۴۰۵٬۹۷۰   | ۱۳۹۰  | ۳۹۲٬۵۷۳                | ۱٬۰۰۰          | ۰              | ۰                 | ۰             | ۱۸٬۰۰۰                  | ۴۱۱٬۵۷۳   |
| ۱۳۹۱ | ۳۰۲٬۸۲۹                    | ۱۰۴٬۸۸۱                    | ۰                 | ۶۶٬۰۰۷              | ۴۷۳٬۷۱۷   | ۱۳۹۱  | ۴۱۳٬۲۰۴                | ۰              | ۷۵۹            | ۰                 | ۶۵٬۴۵۶        | ۰                       | ۴۸۴٬۴۱۹   |
| ۱۳۹۲ | ۳۱۷٬۰۵۲                    | ۱۳۷٬۵۰۰                    | ۰                 | ۰                   | ۴۵۴٬۵۵۲   | ۱۳۹۲  | ۴۲۰٬۰۷۵                | ۱۸۰            | ۰              | ۲۵٬۵۰۰            | ۰             | ۰                       | ۴۴۵٬۷۵۵   |
| ۱۳۹۳ | ۳۵۵٬۷۶۴                    | ۱۱۳٬۰۰۰                    | ۰                 | ۰                   | ۴۶۸٬۷۶۴   | ۱۳۹۳  | ۴۲۱٬۳۷۰                | ۶٬۴۰۰          | ۵٬۵۸۵          | ۲۸٬۴۰۰            | ۰             | ۰                       | ۴۶۱٬۷۵۵   |
| ۱۳۹۴ | ۳۳۴٬۵۱۶                    | ۱۰۱٬۵۳۶                    | ۰                 | ۰                   | ۴۳۶٬۰۵۲   | ۱۳۹۴  | ۴۱۸٬۲۰۶                | ۲۵             | ۵٬۷۶۹          | ۸٬۷۰۰             | ۰             | ۰                       | ۴۳۲٬۷۰۰   |
| ۱۳۹۵ | ۳۱۵٬۲۶۴                    | ۱۱۱٬۷۲۲                    | ۰                 | ۰                   | ۴۲۶٬۹۸۶   | ۱۳۹۵  | ۴۱۰٬۰۴۹                | ۰              | ۶٬۴۳۹          | ۰                 | ۰             | ۰                       | ۴۱۶٬۴۸۸   |
| جمع | ۱٬۹۵۶٬۲۴۸                  | ۶۷۸٬۸۶۰                    | ۸۰٬۰۰۰            | ۶۶٬۰۰۷              | ۲٬۷۸۱٬۱۱۵ | جمع   | ۲٬۵۸۹٬۴۸۰              | ۸٬۷۷۵          | ۱۸٬۷۳۲         | ۶۷٬۶۰۰            | ۶۵٬۴۵۶        | ۲۳٬۰۰۰                  | ۲٬۷۷۲٬۶۴۳ |
| درصد | ۷۰/۳٪                      | ۲۴٪/۴                      | ۲/۹٪              | ۲/۴٪                | ۱۰۰٪      | درصد  | %۹۳/۴                  | %۰/۳           | %۰/۷           | %۲/۴              | %۲/۴          | %۰/۸                    | %۱۰۰      |
| * مبلغ ۸۰ هزار میلیارد ریال در سال ۱۳۸۹ (در اجرای ماده (۱۳) قانون هدفمند کردن یارانه‌ها) در اختیار سازمان قرارگرفته و به عنوان پیش پرداخت شروع طرح مصرف شده که طبق برنامه تا زمان تدوین این جدول (۱۳۹۵) بخشی از آن تسویه گردیده است. |                            |                            |                   |                     |           |       |                        |                |                |                   |               |                         |           |
| ** سال ۱۳۹۱ مبلغ ۶۶ هزار میلیارد ریال بابت هدیه جبرانی (عیدانه) از محل صندوق توسعه ملی تأمین و در وجه سازمان هدفمندسازی وایز گردید. (این مبلغ برای شروع اجرای فاز دوم اجرای طرح بود که توسط مجلس متوقف گردید)                       |                            |                            |                   |                     |           |       |                        |                |                |                   |               |                         |           |

### واکنش‌ها
برخی کارشناسان، اختصاص نیافتن بخش مهمی از منابع هدفمندی یارانه‌ها به بخش تولید را عامل بی‌اثرسازی یارانه‌ها دانسته‌اند. کارنشاسان دولت دهم در زمان اجرای این طرح اصلاً قبول نداشتند که کمک به بنگاه‌ها و کارخانه‌های تولیدی باید از طریق تخصیص ۳۰ درصد از عواید طرح هدفمند سازی یارانه‌ها به صورت وام با تأیید صلاحیت دولتی تخصیص یابد و تمایل به تقویت تولید از طریق ایجاد تقاضای مؤثر و قدرت خرید در مردم داشتند و تعیین ۳۰٪ از عواید این طرح برای وام دولتی به تولید را دستکاری اشتباه مجلس در طرح هدفمند سازی یارانه‌ها می‌دانستند. در یک گزارش با مقایسه سطح قیمت ۱۴ قلم کالای خوراکی شامل ماست، شیر، پنیر، تخم مرغ، مرغ، گوشت، قند و شکر، میوه، چای، گوجه و خیار، سبزیجات، حبوبات، برنج و روغن در دو مقطع تاریخی یعنی آذرماه سال ۱۳۸۹ و اردیبهشت ماه سال ۱۳۹۱ و با احتساب سرانه مصرف یک خانوار ۴ نفره در ایران، افزایش هزینه ماهانه این خانوار در مصرف هر یک از این اقلام خوراکی با توجه به رشد قیمت آن کالا محاسبه شده است که نتیجه محاسبات نشان می‌دهد، رشد قیمت این ۱۴ قلم کالای خوراکی موجب افزایش ۱۶۲ هزار تومانی هزینه‌های ماهانه یک خانوار ۴ نفره طی حدود یک سال و نیم شده است و تنها ۲۰ هزار تومان برای هزینه‌های دیگر (مانند آب، برق، گاز، سوخت و …) باقی می‌ماند.
از سوی دیگر یکسال پس از اجرای این طرح برخی بررسی‌ها نشان داد که کاهش مصرف انرژی پس از هدفمندی یارانه‌ها مقطعی بوده و رفتار غلط مصرفی مشترکان دوباره مانند گذشته در حال بازگشت است.

### افزایش قیمت دلار در بازار آزاد برای جبران کسری بودجه
پس از افزایش ناگهانی قیمت دلار در بازار آزاد در ۱۹ شهریور ۱۳۹۱ دبیر ستاد هدفمندی یارانه‌ها دربارهٔ این شایعه که دولت برای تأمین بودجه یارانه نقدی قیمت دلار را افزایش داده است گفت:
به هیچ وجه چنین چیزی صحت ندارد … دولت همه دلارهای خود را به نرخ ۱۲۲۶ تومان عرضه می‌کند و بنابراین هیچ درآمدی از افزایش قیمت دلار نصیب دولت نمی‌شود.
این در حالی است که در اسفند ماه ۱۳۹۰ خبری منتشر شد که بانک مرکزی از حساب ۱۸ بانک، سه هزار میلیارد تومان برداشت کرده است. دلیل چنین اقدامی اخذ مابه‌التفاوت فروش ارز دولتی با نرخ غیررسمی در بازار آزاد اعلام شد.
همچنین رئیس کل بانک مرکزی در ۱۹ شهریور ۱۳۹۱ اظهار داشت:
فکر می‌کنم آن رقمی که در مرحله اول از حساب بانک‌ها برداشت کردیم، یک رقمی نیز باید به آن اضافه شود و حتماً برداشت دوباره‌ای از حساب آن‌ها داشته باشیم.
در مهر ماه ۱۳۹۱ برخی مقامات اقتصادی کشور این پرسش مطرح کرده‌اند که: چرا نباید مابه‌التفاوت نرخ ارز ۱۲۲۶ تومان و بازار (حدود ۲۴۰۰ تومان) را به بیت‌المال برگردانیم و آن را به مردم ندهیم؟ ایشان این پرسش را مطرح کرده‌اند که:
حساب سرانگشتی ما نشان می‌دهد که اگر از فروش هر ارز ۱۲۲۶ تومانی با نرخ آزاد فقط ۱۰۰۰ تومان به خزانه واریز شود، سالانه بیش از ۱ میلیون تومان و ماهانه حدود ۹۰ هزار تومان نصیب هر ایرانی می‌شود.
احمد توکلی در واکنش به این تصمیم در گزارشی آورده است که دولت به دنبال گران کردن ارز برای پرداخت پول نقد به مردم است. وی می‌گوید:
دولت الان اجازه می‌خواهد که ارز را گران کند و مابه‌التفاوت را به صورت نقدی بین مردم توزیع کند. اقدام تورم زایی که شیرینی موقت و تلخکامی طولانی مدت دارد. البته برای سیاسی‌کاری انتخاباتی به نظرشان مفید می‌رسد.

وی بعداً چنین گفت:
لااقل یکی از دلایل تعلل یا تعمد دولت در بالا رفتن یا بالا بردن نرخ ارز، تأمین منبع برای افزایش یارانه نقدی به خانوارها بود.
در پی افزایش بیش از حد قیمت سکه و ارز (۳۴۵۰ تومان) در بازار تهران در ۱۰ مهر ۱۳۹۱
شبکه تحلیلگران تکنولوژی ایران در نامه سرگشاده به رئیس‌جمهور اعلام کردند که:
افزایش شدید قیمت ارز به ویژه در روزهای اخیر بیشتر گمانه تأمین منابع لازم جهت دو برابر کردن پرداخت یارانه‌های نقدی را تقویت می‌کند تا جبران کسری بودجه.

### کاهش قیمت بنزین نسبت بازار جهانی
درحالی که قیمت بنزین از ۳۵۰ تومان به ۷۰۰ تومان رسید، قیمت آن نسبت به بازار جهانی به خاطر پایین آمدن ارزش ریال کمتر از ابتدا شد.
- در آغاز اجرای طرح (۱۳۸۹) قیمت دلار ۱۱۰۰ تومان[۶۳] (قیمت بنزین: ۰٫۳۱۸ دلار)
- در ۹ شهریور ۱۳۹۲ قیمت دلار ۳۲۶۵ تومان[۶۴] (قیمت بنزین: ۰٫۲۱۴ دلار)
- تداوم سیاست تثبیت قیمت و پرداخت یارانهٔ سنگینِ بنزین، همراه با رشد پرشتاب مصرف، بار مالی چشمگیری بر دولت تحمیل کرد.[۶۵]
- همزمان، اُفت ظرفیت پالایشی و کسری واردات در نهایت به کمبود شدید سوخت و وقوع بحران بنزین ایران ۱۴۰۴ انجامید.[۶۶]

### نظر مراجع تقلید
برخی مراجع دینی، یارانه نقدی را جزئی از درآمد سالانه می‌دانند و معتقدند که چنانچه این کمک به لحاظ استمرار و مقدار بتواند بخشی از مؤونه زندگی را تأمین کند و در مؤونه سال مصرف نشود باید خمس آن پرداخت شود.
برخی مراجع یارانه نقدی را جزء جوایز سلطان می‌دانند که در صورت تصرف پس از گذشت یک سال به آن خمس تعلق می‌گیرد.
- صافی گلپایگانی از مراجع تقلید شیعه در پاسخ به استفتایی در مورد دریافت یارانه گفت:

«یارانه نقدی اگر از بیت المال باشد گرفتن آن برای اشخاصی که فقیر شرعی نیستند اشکال دارد و برای اشخاصی که فقیر هستند با اجازه مجتهد جامع‌الشرایط اشکال ندارد.»
- سبحانی از دیگر مراجع تقلید و از استادان حوزه علمیه قم هم گفتند:

«فقرا و کسانی که درآمدشان کم است مسلماً برای آن‌ها گرفتن یارانه حلال است و اما کسانی که به مقدار شأن خود درآمد دارند مسلماً شرایط دریافت یارانه را ندارند و گرفتن یارانه برای اینها جایز نیست. »
- همچین دیگر مراجع تقلید نیز گفتند کسانیکه از تمکن مالی و حقوق کافی برخوردارند یارانه را دریافت نکنند.[۷۱]

## مرحله دوم
از ۲۰ فروردین ۱۳۹۳ طرحی برای اصلاح قیمت حامل‌های انرژی با عنوان مرحله دوم طرح هدفمندی یارانه‌ها و با ثبت نام از متقاضیان این مرحله آغاز شد و مسئولان دولت وقت به ندرت از عنوان هدفمند‌کردن یارانه‌ها صحبت می‌کردند. در این مرحله از طرح با مجوزی که از جانب مجلس شورای اسلامی در چارچوب تبصره ۲۱ قانون بودجه سال ۱۳۹۲ به دولت داده شده است، دولت را موظف کرده با سازوکاری که مورد نظر خودش می‌باشد، این مرحله را به انجام برساند و برخلاف مرحله اول طرح، طراحی سازوکار این اصلاح قیمت را بر عهده دولت وقت گذاشته است.
از جمله اهداف تعیین‌شده در فاز دوم هدفمندی یارانه‌ها اصلاح قیمت حامل‌های انرژی مانند بنزین، گازوئیل و نفت کوره و نزدیکتر کردن آن‌ها به قیمت فوب خلیج فارس بوده است. به گفته مقامات دولت ایران، در این فاز مکانیسم‌هایی نیز برای تشخیص درستی اطلاعاتی که شهروندان در اختیار دولت می‌گذارند پیش‌بینی شده بود.
برخلاف دولت دهم که پس از عملیات ناموفق دهک‌بندی مردم، مجبور شد توزیع یارانه را همگانی نماید، دولت یازدهم تصمیم جدی بر شناسایی افراد نیازمند و توزیع یارانه در میان آن‌ها دارد که اینکار را با ثبت‌نام دوباره از متقاضیان آغاز کرده است و امیدوار است در همین مرحله نیز، ۲۰ درصد از تعداد متقاضیان کاسته شود.
برطبق لایحه بودجه سال ۱۳۹۳ ارائه‌شده از طرف دولت یازدهم به مجلس شورای اسلامی، دولت تصمیم به اجرای مرحله دوم طرح هدفمندی یارانه‌ها از ابتدای سال ۱۳۹۳ را داشت. اما این موضوع با مخالفت نمایندگان مجلس روبرو شد و با رای‌گیری انجام‌شده در مجلس شورای اسلامی، دولت موظف به اجرای این مرحله از ابتدای تیر ۱۳۹۲ شد. نمایندگان مجلس، علت مخالفت با این لایحه را لزوم افزایش دوبرابری قیمت حامل‌های انرژی (بنزین، گازوئیل و گاز طبیعی) از زمان شروع اجرای این مرحله عنوان کردند که موجب ایجاد شوک قیمتی در بازار در ابتدای سال ۱۳۹۳ می‌شود و از اینرو لازم است این افزایش قیمت‌ها با گذشت مدتی از شروع سال جدید آغاز شود. این تغییر برنامه با اعتراض دولت وقت ایران روبرو شد که درآمد ۶۳۲٬۰۰۰ میلیارد ریالی که از اجرای این مرحله پیش‌بینی کرده بود و می‌بایست آن را به بخش تولید و بخش بهداشت کشور اختصاص می‌داد را غیرقابل تحقق می‌دید. از طرف دیگر، برخی نمایندگان مخالف این لایحه معتقد بودند که میزان دقیق افزایش قیمت بنزین و سایر موارد سوختی نامشخص بوده و در نتیجه درآمد دولت و میزان تورم را نمی‌توان برآورد کرد.
با ثبت نام اولین گروه از متقاضیان دریافت یارانه نقدی، فاز دوم برنامه هدفمندی یارانه‌ها از روز چهارشنبه ۲۰ فروردین ۱۳۹۳ به‌طور رسمی کلید خورد. در نهایت طبق نظرسنجی بالغ بر ۹۱٫۲ درصد از مردم ایران تمایل خود را برای دریافت رایانه مرحله دوم از طریق وبگاه رسمی، اعلام کردند. اما خبرها حاکی از این است که ۱۰ تا ۱۵ درصد انصراف داده‌اند، بنابر نظر استاد دانشگاه علامه، پژویان: «۱۵ درصد هم انصراف دهند برای دولت مبلغی است.» منابع دولتی می‌گویند حدود ۲ میلیون خانوار معادل ۶ میلیون نفر از دریافت یارانه نقدی انصراف داده‌اند که این انصراف نیز حدود ۳ هزار و ۲۰۰ میلیارد تومان منابع برای دولت ایجاد می‌کند.
براساس گزارش خبرگزاری تسنیم، طبق اعلام معاونان آقای نوبخت، ۷٫۵ میلیون نفر از مردم از دریافت یارانه نقدی در فاز دوم انصراف داده‌اند. روزنامه ایران، از روزنامه‌های دولتی ایران نیز خبر از ثبت‌نام حدود ۲۲ میلیون خانواده (۷۰ میلیون نفر) در این مرحله خبر داد.
در این مرحله، ۱۰ هزار میلیارد تومان برای کمک به بخش تولید اختصاص داده شد تا در برابر افزایش قیمت انرژی آسیب نبینند.
در مرحله دوم هدفمندی یارانه‌ها قیمت هر لیتر بنزین سهمیه‌ای از ۴۰۰ به ۷۰۰ تومان، بنزین آزاد از ۷۰۰ به هزار تومان، گازوئیل سهمیه‌ای از ۱۵۰ به ۲۵۰ تومان، گازوئیل آزاد از ۳۵۰ به ۵۰۰ تومان، نفت سفید از ۱۰۰ به ۱۵۰ تومان، نفت کوره از ۷۰۰ به هزار تومان، گازوئیل سهمیه‌ای از ۱۵۰ به ۳۰۰ تومان و گازوئیل آزاد از ۳۵۰ به ۵۰۰ تومان رسید.

### واکنش‌ها
- در این مرحله از ثبت‌نام یارانه، موج به وجود آمده توسط دولت وقت و برخی چهره‌های سرشناس سیاسی، اقتصادی، فرهنگی و ورزشی در جهت انصراف از ثبت‌نام برای دریافت یارانه، از آغاز سال ۱۳۹۳ فراگیر شده بود و در برنامه‌های تلویزیونی، پیامک‌های تلفن همراه و خطبه‌های نماز جمعه به این امر بارها پرداخته شد و افراد متمول تشویق به انصراف از دریافت یارانه در این مرحله شدند. در مقابل تلاش‌های دولت، گروه‌هایی غیررسمی تلاش کردند که مردم را به گرفتن یارانه و تقابل با درخواست دولت وقت تشویق کنند که این امر با محکومیت از جانب برخی رسانه‌های دولتی روبرو شد و این جریانات را منتسب به بخش‌هایی از حکومت ایران دانستند که خواهان عدم موفقیت دولت در این پروژه بزرگ است.[۸۱]
- حسین شریعتمداری دلیل تعداد بالای ثبت‌نام‌کنندگان یارانه را به دلیل عدم اعتماد مردم به دولت تدبیر و امید عنوان کرده که ناشی از عدم پایبندی وی به شعارهای زمان انتخاباتی‌اش در فراجناحی عمل کردن در دولت یازدهم بوده است. شریعتمداری، جانشین کردن اصلاح‌طلبان ایران و اعضای کارگزاران را به جای نیروهای دولت سابق، دلیل بی‌اعتماد شدن مردم ایران به وی و همراهی نکردن با خواسته‌های بعدی وی همچون انصراف از مرحله دوم اعطای یارانه دانست.[۸۲]
- مسعود پزشکیان، نماینده مجلس نهم، در خصوص عدم همراهی مردم در این مرحله از طرح عنوان کرد:[۸۳] عده‌ای هستند که این نظام را نمی‌خواهند و از هر طریق ممکن، قصد ضربه زدن به آن را دارند. برخی دیگر به قضیه سیاسی نگاه می‌کنند و نمی‌خواهند دولت [یازدهم] موفق شود؛ این‌ها کسانی هستند که نظام را می‌خواهند، ولی به دلیل جهل و ناآگاهی‌شان دولت را زمین‌گیر می‌کنند و اما عده دیگر اساساً نمی‌دانند چه کار می‌خواهند بکنند و لج‌بازی می‌کنند. مگر می‌شود در یک کشور ۹۰ درصد نیازمند باشند؟ یعنی در کشور ما ۹۰ درصد زیر خط فقر قرار دارند؟

## جدول قیمت‌ها
در این جدول تغییر قیمت‌های حامل‌های انرژی پیش از آغاز هدفمندی یارانه‌ها و در ابتدای مرحله اول و دوم هدفمندی به تومان آمده است. قیمت‌های برق، گاز طبیعی و آب به صورت پلکانی محاسبه می‌شود؛ مثلاً قیمت برق در مرحله اول هدفمندی از ۳۰ تومان برای هر کیلو وات ساعت برای مصرف کمتر از یکصد کیلووات ساعت در ماه تا ۲۱۰ تومان برای مصرف بیشتر از ۶۰۰ کیلووات و در مرحله دوم بین ۴۰٫۲ تا ۴۱۰ تومان متغیر بوده است. در این جدول میانگین قیمت پرداختی توسط مشترکان خانگی کشور آمده است.
با وجود افزایش قابل توجه قیمت‌های حامل انرژی در این چند سال هنوز یارانه قابل توجهی برای حامل‌های انرژی پرداخت می‌شود. به گفته مقامات وزارت نیرو در سال ۱۳۹۲ قیمت تمام‌شده هر کیلووات ساعت برق حدود ۱۳۰ تومان بوده که فقط ۴۳ تومان آن را مشترکان می‌پردازند. همچنین قیمت تمام شده هر مترمکعب آب حدود هزار تومان بوده که حدود ۲۶۰ تومان آن را مشترکان می‌پردازند. به گفته وزیر نفت در همین سال قیمت واقعی بنزین هم بر اساس قیمت‌های منطقه خلیج فارس حدود ۳ هزار تومان است.
| نام حامل انرژی                   | واحد         | پیش از آغاز هدفمندی | آغاز مرحله اول                                              | آغاز مرحله دوم                                      |
| -------------------------------- | ------------ | ------------------- | ----------------------------------------------------------- | --------------------------------------------------- |
| بنزین                            | لیتر         | ۱۰۰                 | ۴۰۰ سهمیه‌ای (۷۰۰ آزاد)                                      | ۷۰۰ سهمیه‌ای (۱۰۰۰ آزاد)                             |
| بنزین سوپر                       | لیتر         | ۱۵۰                 | ۵۰۰ سهمیه‌ای (۸۰۰ آزاد)                                      | ۸۰۰ سهمیه‌ای (۱۱۰۰ آزاد)                             |
| گازوئیل                          | لیتر         | ۱۶٫۵                | ۱۵۰ سهمیه‌ای (۳۵۰ آزاد)                                      | ۲۵۰ سهمیه‌ای (۵۰۰ آزاد)                              |
| نفت سفید (مصرف خانگی)            | لیتر         | ۱۶٫۵                | ۱۰۰                                                         | ۱۵۰                                                 |
| نفت کوره                         | لیتر         | ۹٫۵                 | ۲۰۰                                                         | ۲۵۰                                                 |
| سی‌ان‌جی                           | مترمکعب      | ۴۰                  | ۳۰۰                                                         | ۴۵۰                                                 |
| گاز مایع کپسولی (خانگی)          | کیلوگرم      | ۵٫۷                 | ۱۸۰                                                         | ۲۱۰                                                 |
| گاز مایع بالک (مصرف حمل‌ونقل)     | کیلوگرم      | ۴۰                  | ۵۴۰                                                         | ۶۵۰                                                 |
| گاز طبیعی خانگی                  | مترمکعب      | ۱۳٫۲                | میانگین قیمت مصرف زمستانی:۷۰ میانگین قیمت مصرف تابستانی:۱۲۰ | ۲۰ درصد افزایش                                      |
| برق خانگی                        | کیلووات ساعت | ۱۲٫۹                | ۴۵ تا ۷۵                                                    | ۲۴ درصد افزایش                                      |
| آب خانگی                         | مترمکعب      | ۱۲۷                 | ۲۶۲                                                         | ۲۰ درصد افزایش                                      |
| سوخت هواپیما (ایرلاین‌های ایرانی) | لیتر         | ۱۰۰                 | ۴۰۰                                                         | ۵۰۰ (مسافری و نیروهای مسلح) قیمت بین‌المللی (باربری) |

### کاهش ارزش یارانه‌ها
به گزارش «ایسنا»، با در نظر گرفتن نرخ تورم در ایران و کاهش ارزش پول ملی، پس از گذشت ۴۰ ماه طبق اعلام مشاور اقتصادی رئیس دولت یازدهم ارزش یارانه ۴۵ هزار تومانی در آذر ۱۳۸۹ به ۱۹ هزار تومان در اردیبهشت ۱۳۹۳ کاهش یافته است.